# Alex Shaffer
Alexandra „Alex” Shaffer (ur. 23 stycznia 1976 w Aspen) – amerykańska narciarka alpejska.

## Kariera
Po raz pierwszy na arenie międzynarodowej Alex Shaffer pojawiła się 26 listopada 1994 roku w Duved, gdzie w zawodach FIS Race w slalomie zajęła piętnaste miejsce. Nie startowała na mistrzostwach świata juniorów. W zawodach Pucharu Świata zadebiutowała 18 listopada 1995 roku w Beaver Creek, gdzie nie zakwalifikowała się do drugiego przejazdu slalomu. Pierwsze pucharowe punkty wywalczyła dwa lata później, 19 grudnia 1997 roku w Val d’Isère, zajmując 26. miejsce w gigancie. Nigdy nie stanęła na podium zawodów tego cyklu; najwyższą lokatę wywalczyła 17 stycznia 1999 roku w St. Anton am Arlberg, gdzie była siedemnasta w slalomie. Najlepsze wyniki osiągnęła w sezonie 1998/1999, kiedy zajęła 85. miejsce w klasyfikacji generalnej. Startowała głównie w zawodach Pucharu Ameryki Północnej, zajmując między innymi czwarte miejsce w klasyfikacji generalnej sezonu 1998/1999. W tym samym sezonie zwyciężyła także w klasyfikacji końcowej giganta.
W 1999 roku wystąpiła na mistrzostwach świata w Vail/Beaver Creek, zajmując piętnaste miejsce w slalomie i 27. miejsce w gigancie. Na rozgrywanych rok wcześniej igrzyskach olimpijskich w Nagano była dziewiąta w kombinacji, a rywalizacji w gigancie nie ukończyła. Brała także udział w igrzyskach olimpijskich w Salt Lake City w 2002 roku, zajmując 28. pozycję w gigancie. Kilkukrotnie zdobywała medale mistrzostw USA, w tym złote w gigancie i slalomie w 1999 roku.

## Osiągnięcia

### Igrzyska olimpijskie
| Miejsce | Dzień     | Rok  | Miejscowość    | Konkurencja | Czas biegu  | Strata  | Zwyciężczyni       |
| ------- | --------- | ---- | -------------- | ----------- | ----------- | ------- | ------------------ |
| 9.      | 17 lutego | 1998 | Nagano         | Kombinacja  | 2:40,74 min | +4,50 s | Katja Seizinger    |
| DNF2    | 20 lutego | 1998 | Nagano         | Gigant      | 2:50,59 min | –       | Deborah Compagnoni |
| 28.     | 22 lutego | 2002 | Salt Lake City | Gigant      | 2:30,01 min | +7,37 s | Janica Kostelić    |

### Mistrzostwa świata
| Miejsce | Dzień     | Rok  | Miejscowość       | Konkurencja | Czas biegu  | Strata  | Zwyciężczyni          |
| ------- | --------- | ---- | ----------------- | ----------- | ----------- | ------- | --------------------- |
| 27.     | 11 lutego | 1999 | Vail/Beaver Creek | Gigant      | 2:08,54 min | +6,77 s | Alexandra Meissnitzer |
| 15.     | 13 lutego | 1999 | Vail/Beaver Creek | Slalom      | 1:33,97 min | +2,17 s | Zali Steggall         |

### Puchar Świata

#### Miejsca w klasyfikacji generalnej
- sezon 1997/1998: 109.
- sezon 1998/1999: 85.

#### Miejsca na podium w zawodach
Shaffer nigdy nie stanęła na podium zawodów PŚ.